# Chrystyna Pohranyčna
Chrystyna Oleksandrivna Pohranyčna (in ucraino Христина Олександрівна Погранична?; trasl. angl.: Khrystyna Oleksandrivna Pohranychna; Leopoli, 13 maggio 2003) è una ginnasta ucraina.

## Carriera

### Junior
Nel 2016 entra a far parte del team nazionale ucraino. Nello stesso anno partecipa al bilaterale Italia VS Ucraina, dove si dimostra la miglior junior ucraina. Vince la Happy Cup Gent. Partecipa anche agli Europei juniores del 2016.
Nel 2017 partecipa alla Miss Valentine di Tartu, dove vince l'oro a clavette, cerchio e nastro. Prende parte al Grand Prix di Kiev. Partecipa a un torneo internazionale a Ness Ziona, dove vince l'oro nell'all-around. Vince i Nazionali Ucraini davanti a Viktoriia Onopriienko e Vlada Nikolchenko. Partecipa ancora alla Happy Cup Gent. Prende parte al Grand Prix di Eilat.
Nel 2018 partecipa ai Campionati europei juniores di Guadalajara, dove vince l'argento nella gara a team, alla palla e al nastro, e il bronzo al cerchio. Partecipa alla Istanbul RG Cup di Istanbul, vincendo l'oro. A ottobre prende parte ai Giochi Olimpici Giovanili Estivi di Buenos Aires, vincendo l'argento all-around.

### Senior
Nel 2019 partecipa a diverse gare internazionali, tra cui la World Challenge Cup di Guadalajara, dove vince l'argento al cerchio.

## Palmarès

### Giochi olimpici giovanili estivi
| Anno | Città        | Risultato | Specialità |
| ---- | ------------ | --------- | ---------- |
| 2018 | Buenos Aires | Argento   | All-Around |

### Campionati europei juniores
| Anno | Città       | Risultato | Specialità |
| ---- | ----------- | --------- | ---------- |
| 2018 | Guadalajara | Bronzo    | Cerchio    |
| 2018 | Guadalajara | Argento   | Palla      |
| 2018 | Guadalajara | Argento   | Nastro     |
| 2018 | Guadalajara | Argento   | Team       |

### Coppa del Mondo
| Anno | Città       | Risultato | Specialità |
| ---- | ----------- | --------- | ---------- |
| 2019 | Guadalajara | Argento   | Cerchio    |